# Toxorhina (Ceratocheilus) fulvicolor
Toxorhina (Ceratocheilus) fulvicolor is een tweevleugelige uit de familie steltmuggen (Limoniidae). De soort komt voor in het Oriëntaals gebied.